# Dichagyris orientis
Dichagyris orientis là một loài bướm đêm thuộc họ Noctuidae. Loài này có ở Croatia, phía nam đến Macedonia, phía đông đến România, Ukraina và Nga và further phía đông đến miền trung Asia, Turkestan, tây nam Xibia, Kavkaz, Armenia, Thổ Nhĩ Kỳ, Iran, miền tây Trung Quốc và Mông Cổ (the Altai Mountains).

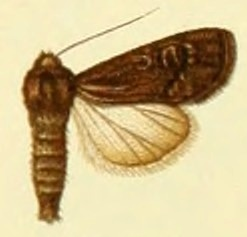
Dichagyris orientis pygmaea

## Phụ loài
- Dichagyris orientis orientis
- Dichagyris orientis pseudosignifera (Boursin, 1952)  (Croatia, Macedonia, Romania, Ukraine, miền nam Russia)
- Dichagyris orientis pygmaea (Hampson, 1903)  (miền đông Russia)
- ?Dichagyris orientis improcera

## Hình ảnh

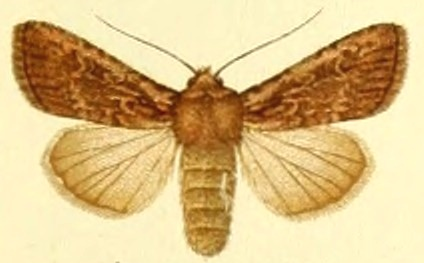